# الدوري السوفيتي الممتاز لكرة القدم 1946
الدوري السوفيتي الممتاز لكرة القدم 1946 هو الموسم 9 من  الدوري السوفيتي الممتاز لكرة القدم. أقيم خلال الفترة 20 أبريل 1946 وحتى 27 سبتمبر 1946، والذي يشرف على تنظيمه الاتحاد السوفيتي لكرة القدم، وكان عدد الأندية المشاركة فيه  12، وفاز فيه نادي سيسكا موسكو.